# Антилия (здание)
«Антилия» — 27-этажное здание, некоторые из этажей которого разделены большим пространством. Общая высота здания в 173 м могла бы позволить вместить 60 этажей (для сравнения, высота здания МИД РФ в Москве при такой же этажности составляет 172 метра вместе со шпилем). Это жилое здание возведено в Мумбаи для индийского бизнесмена Мукеша Амбани и имеет площадь около 37 000 м², что делает его самым большим частным жилым домом в мире. Небоскрёб будут обслуживать 600 человек постоянного персонала.
Здание получило своё название в честь мифического острова Антилия в Атлантическом океане и было спроектировано архитекторами из Чикаго, американской компании Perkins & Will.
Строительная компания Leighton Holdings начала возведение здания, но строительство было завершено другой компанией.

## Расположение
Здание возведено на участке площадью 4532 м² на Атламаунд-роуд, на знаменитой «Cumballa Hill», где стоимость участка может доходить до 10 000 долларов США за м².
- Здание спроектировано так, чтобы выдержать землетрясение в 8 баллов по шкале Рихтера.[7]
- 9 лифтов в вестибюле.
- Парковка на 168 автомобилей на первых шести этажах.
- Личный автосервис на седьмом этаже.
- Небольшой театр на 50 человек на 8-м этаже.[8]
- На следующих нескольких этажах располагаются: спа-салон, несколько плавательных бассейнов, висячие сады на трёх этажах и бальный зал.
- Ещё выше размещаются апартаменты для гостей, а над ними — собственно сама резиденция семьи Амбани, в которую входит Мукеш, его мать, жена и трое детей.
- Над резиденцией находятся 3 вертолётные площадки и центр управления полётами[9].

## Стоимость
Согласно данным Reliance Industries, возведение здания Антилия обошлось в 50-70 млн долларов США.
Согласно сообщениям СМИ, из-за увеличения стоимости земли в Мумбаи в настоящее время стоимость здания может доходить до 1-2 млрд долларов США, что делает его самым дорогим жильём в мире.